# NGC 6129
NGC 6129 (również PGC 57920) – galaktyka soczewkowata (S0), znajdująca się w gwiazdozbiorze Korony Północnej. Odkrył ją William Herschel 30 maja 1791 roku.